# Centro diurno per anziani
I Centri diurni per anziani sono strutture che offrono vari servizi di natura socio-assistenziale alle persone della terza età. Hanno la finalità di essere un punto d'incontro, di aggregazione e sono un utile strumento di integrazione sociale e di serenità.

## Nascita dei centri diurni anziani
I centri diurni per anziani nascono negli anni settanta, come luoghi di socializzazione e di incontro. L'input per la loro creazione viene fornita dalla crescente richiesta di pensionati e anziani stessi, che con l'iniziativa dei comuni, ottengono la nascita di una struttura che possa farli stare in compagnia e possa impegnare il loro tempo.
Col passare del tempo hanno raggiunto una notevole diffusione e riescono a coprire l'intero territorio italiano.

## Caratteristiche generali
Il centro diurno ha un carattere prettamente sociale, opera senza fini di lucro e ha anche il compito di favorire, arricchire e sviluppare le relazioni interpersonali tra gli anziani.
Grazie alla molteplice varietà di iniziative, possono favorire inoltre il benessere psicofisico delle persone anziane e contrastare quelle che sono condizioni di isolamento ed emarginazione.
Sono localizzati prettamente nell'ambito di strutture messe a disposizione dai Comuni e 
possono iscriversi di norma, tutti i cittadini che hanno superato i 55 anni di età ed i pensionati e gli invalidi anche se di età inferiore.

## Attività del centro
Il Centro diurno anziani propone agli utenti varie e differenti attività a seconda del complesso.
Le attività che il Servizio può erogare sono:
- attività di impegno sociale;
- attività ricreative;
- attività culturali;
- attività associative;
- attività di interesse interno e/o esterno al centro.

## Modalità d'accesso
In una struttura pubblica o convenzionata, bisogna presentare la domanda presso l'Ufficio dei Servizi sociali del comune di residenza, al quale consegue l'iscrizione presso la graduatoria, in attesa del posto. Per le strutture private è sufficiente prendere contatto con la struttura. Nelle strutture pubbliche o convenzionate, l'ospite paga la retta in base al proprio reddito. Nelle strutture private, l'ospite paga in base alla retta decisa dalla struttura.

## Servizi offerti
I centri diurni sono attivi almeno 5 giorni a settimana (dal lunedì al venerdì), dalle 08:00 del mattino alle 17:30. A seconda dei comuni, specialmente in quelli più popolosi, possono essere attivi 6 giorni o anche 7 su 7, dalle 07:30 alle 20:00. All'ospite viene garantita la prima colazione e la seconda colazione, nei casi di apertura oltre le ore 18, viene garantita anche la terza colazione. Viene praticata l'animazione (attività ludiche e ricreative: lettura del giornale, gioco delle carte, ascolto della musica), assistenza nell'igiene personale, assistenza durante il pasto, assistenza sanitaria di base, fisioterapia e colloqui con lo psicologo su richiesta.

## Personale del centro diurno
- RAA (responsabile d'area assistenziale) coordina tutto il personale del centro ed è il responsabile per tutte le attività che si svolgono.
- Personale Infermieristico e Socio-Sanitario, si occupano dell'assistenza sanitaria di base, assistenza nell'igiene personale e nei pasti.
- Fisioterapisti
- Animatore
- Personale ausiliario, personale delle cucine e manutentori

## Fonti
- ANCeSCAO, Associazione Nazionale Centri Sociali, Comitati e Orti, su ancescao.it.